# Albert Pfister (Maler)
Albert Pfister (* 20. Februar 1884 in Stäfa; † 2. Mai 1978 in Erlenbach, heimatberechtigt in Männedorf) war ein Schweizer Maler und Theoretiker fauvistischer Tendenz.

## Leben und Werk
Albert Pfister absolvierte eine Lehre als Flachmaler und besuchte nebenbei Kurse an der Kunstgewerbeschule Zürich. Anschliessend hielt er sich in Belgien und in den Niederlanden auf. Zusammen mit Oscar Weiss (1882–1965) besuchte Pfister von 1902 bis 1903 Kurse an der École des Beaux-Arts in Lille. Von 1905 bis 1910 war er in Paris an der École des Beaux-Arts eingeschrieben und besuchte Kurse bei Luc-Olivier Merson sowie bei Jean-Paul Laurens an der Académie Julian. Zudem hielt er sich in den Kreisen der Pariser Avantgarde auf und machte Bekanntschaft mit Auguste Herbin.
Stilistisch hielt Pfister die Mitte zwischen dem französischen Fauvismus und dem deutschen Expressionismus unter Verwendung kubistischer Elemente. Seine Domäne war die Landschaftsmalerei. Pfister entwickelte die Technik und Theorie der Fauves stetig weiter und verglich Pinselstriche mit den «Bogenstrichen eines Streichers». Er war erfüllt von einer tiefen Sehnsucht nach dem lumière méridionale und hielt sich dank der Unterstützung des Eisenhändlers, Kunstsammlers und Mäzens Richard Kisling (1862–1917) jeden Winter in Algerien und Marokko auf.
Nach seiner Rückkehr in die Schweiz lebte Pfister eine Zeit lang im Tessin. 1913 reiste er zusammen mit Hermann Huber und Eugen Meister nach Tunis, Algier und Marokko. Von 1912 bis 1913 hielt er sich bei Otto Meyer-Amden auf und hatte engen Kontakt zu Paul Bodmer.
Pfister war ab 1913 Mitglied der Künstlergruppe «Der Moderne Bund». Ab den 1930er Jahren unterrichtete er an seinem Wohnort in Erlenbach zahlreiche Künstler, darunter Constantin Polastri, Gerhard Ahnfeldt, Anna Keel, Charles Wyrsch, Karl Landolt, Hans Herzog (1913–1991) und Gertrud Hürlimann (1918–2013).
Pfister erhielt 1928 das Eidgenössische Kunststipendium und 1969 den Wilhelm-Gimmi-Kunstpreis. Seine Werke wurden schon früh von bedeutenden Schweizer Sammlern gekauft, so beispielsweise von Richard Kisling, Josef Müller oder vom Zürcher Galeristen Albin Neupert. Seine Werke stellte er in zahlreichen Kunsthäuser der Schweiz aus.